# Cliothosa dichotoma
Cliothosa dichotoma är en svampdjursart som först beskrevs av Calcinai, Cerrano, Sarà och Bavestrello 2000.  Cliothosa dichotoma ingår i släktet Cliothosa och familjen borrsvampar. Inga underarter finns listade i Catalogue of Life.